# Diocesi di Monte di Mauritania
La diocesi di Monte di Mauritania (in latino Dioecesis Montensis in Mauretania) è una sede soppressa e sede titolare della Chiesa cattolica.

## Storia
Monte di Mauritania, forse identificabile con le rovine di Henchir-Casbalt nell'odierna Algeria, è un'antica sede episcopale della provincia romana della Mauritania Sitifense.
Unico vescovo conosciuto è il cattolico Donaziano, che prese parte alla conferenza di Cartagine del 411, che vide riuniti assieme i vescovi cattolici e donatisti dell'Africa romana. In quell'occasione il vescovo donatista non fu presente per motivi di salute. Donaziano potrebbe appartenere all'omonima sede di Numidia.
Dal 1933 Monte di Mauritania è annoverata tra le sedi vescovili titolari della Chiesa cattolica; dal 4 dicembre 2012 il vescovo titolare è Alberto Germán Bocciate, O.S.A., vescovo ausiliare di La Plata.

## Cronotassi

### Vescovi
- Donaziano † (menzionato nel 411)

### Vescovi titolari
- Harold Robert Perry, S.V.D. † (29 settembre 1965 - 17 luglio 1991 deceduto)
- Henri Salina, C.R.A. † (21 dicembre 1991 - 3 dicembre 2007 deceduto)
- Joseph Ponniah † (19 febbraio 2008 - 3 luglio 2012 nominato vescovo di Batticaloa)
- Alberto Germán Bochatey, O.S.A., dal 4 dicembre 2012